# La Guaira (stad)
La Guaira is een stad in Venezuela en is de hoofdplaats van de staat La Guaira.
La Guaira ligt in de gemeente Vargas en telt 25.259 inwoners. Het verstedelijkte gebied telt 270.000 inwoners. Het is de belangrijkste haven van Venezuela. De stad ligt op een smalle, droge kuststrook tussen de Caraïbische Zee en het centrale hoogland op 20 km van hoofdstad Caracas.
De stad is de zetel van het rooms-katholieke bisdom La Guaira.

## Geschiedenis
La Guaira werd gesticht omstreeks 1577. Omdat de plaats dichtbij Caracas ligt, werd beslist hier een kunstmatige haven aan te leggen. Dit was al in 1589 de belangrijkste haven in de wijde omgeving. Tussen beide plaatsen werd de strategische weg Camino de los Espanoles aangelegd. In de loop van de 17e en 18e eeuw werden versterkingen gebouwd om de haven en de stad te beschermen tegen kapers en piraten. De stad liep zware schade op bij een aardbeving in 1812.

## Stadsbeeld
De oude stad is dichtbebouwd en wordt doorsneden door twee parallelle straten die van west naar oost lopen. De oude, lage gebouwen hebben vaak binnentuinen. Veel van de koloniale gebouwen zijn verloren gegaan bij een aardbeving (1812) of door de uitbreiding van de haven. Toch zijn verschillende forten en verdedigingswerken bewaard gebleven, hoewel een deel is moeten wijken voor de havenuitbreiding. Verdere bezienswaardigheden zijn de kathedraal San Pedro en de hermitage El Carmen.

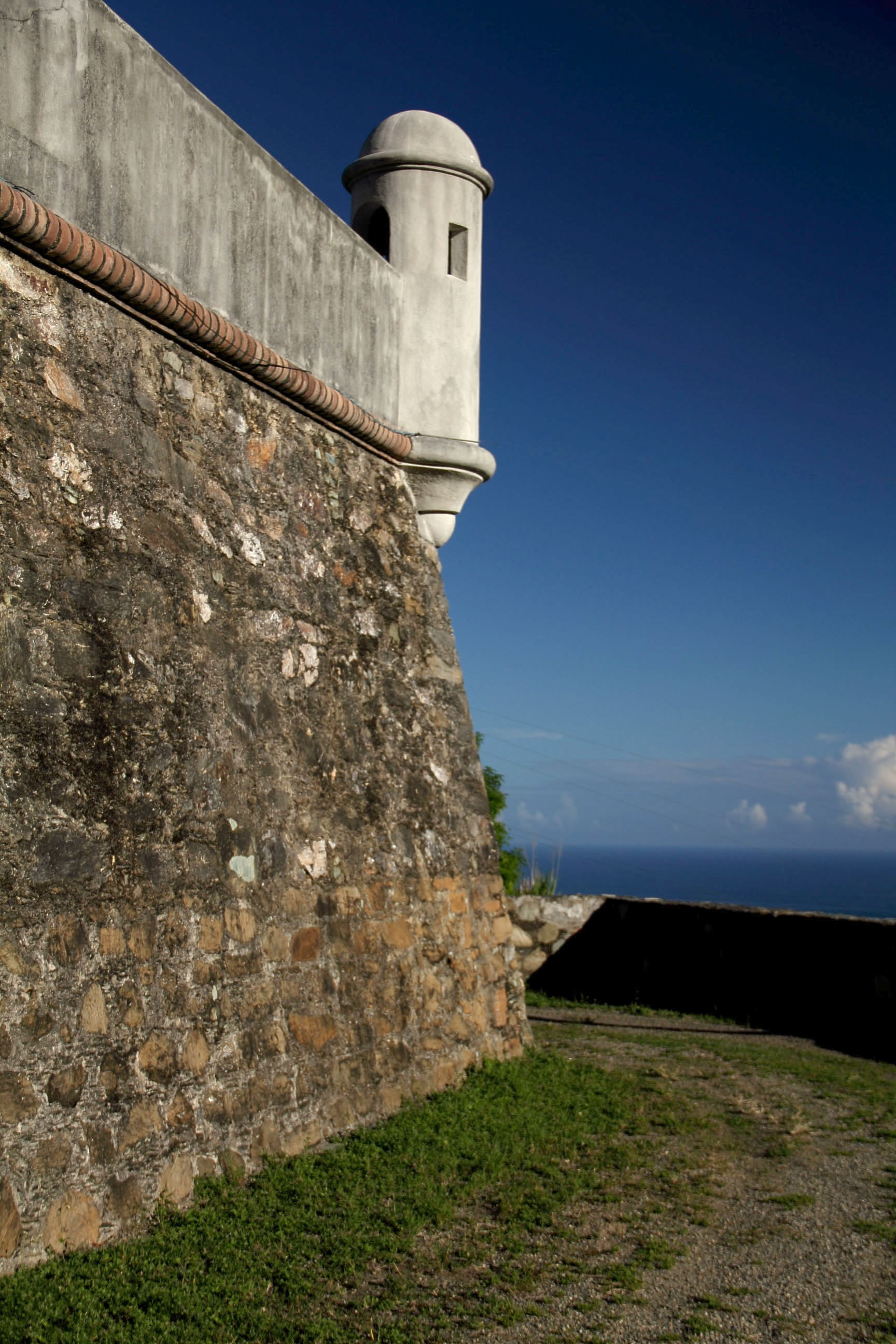
Fort San Carlos
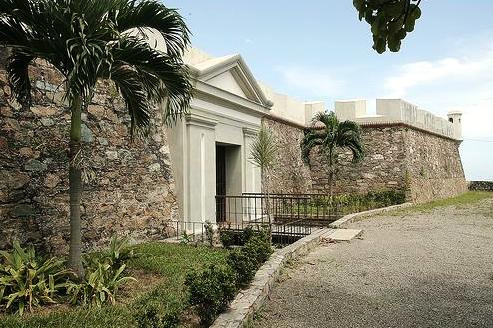
Fort El Vigia
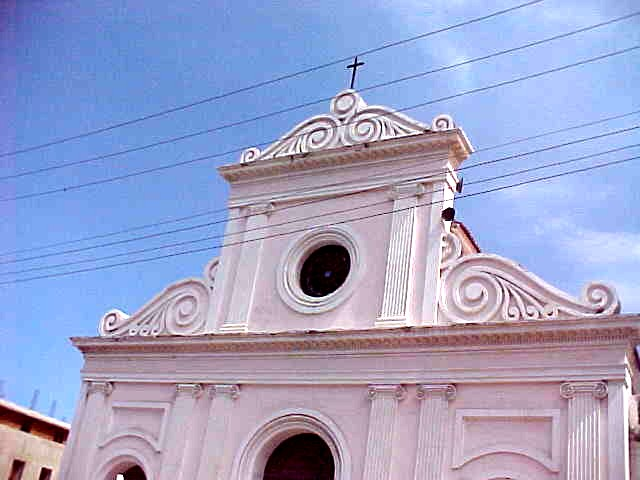
Kathedraal San Pedro
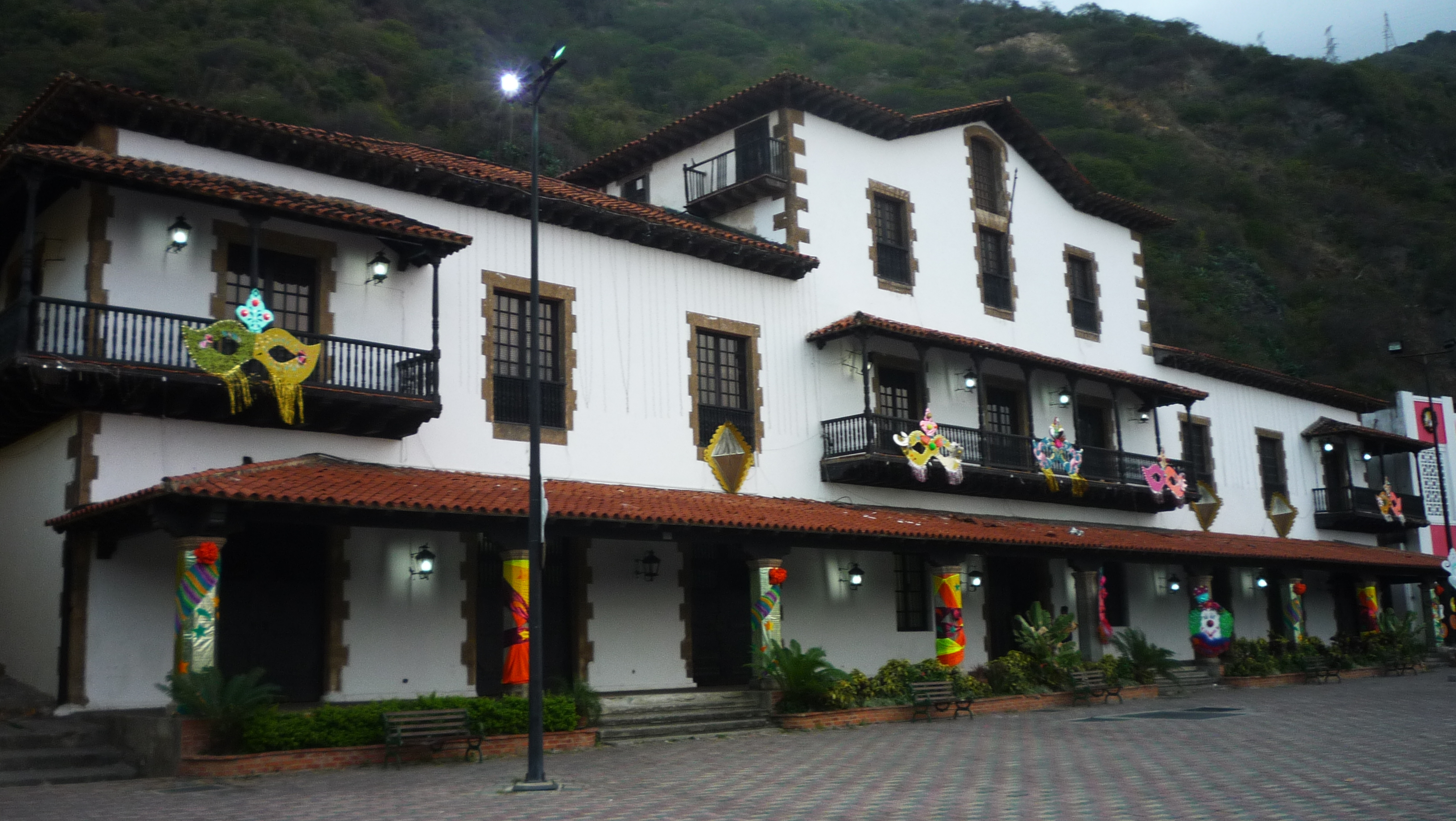
Casa Guipuzcoana

## Economie
Dankzij de modernisering van de haveninstructuur en de nabij gelegen internationale luchthaven van Maiquetía kende de stad een sterke groei. Deze werd enkel afgeremd door de beperkte beschikbare ruimte. De haven van La Guaira is een van de belangrijkste havens voor export en import van goederen in Venezuela. Daarnaast is er ook kusttoerisme.

## Sport
De stad is de thuisbasis van de in 2008 opgerichte voetbalclub Deportivo La Guaira.

## Geboren
- Juan Guaidó (1983), politicus en ingenieur
- Ronald Acuña Jr. (1997), honkballer
- Yangel Herrera (1998), voetballer